# Libín
Libín este o arie protejată (sit de importanță comunitară — SCI) din Republica Cehă întinsă pe o suprafață de 132,57 ha, integral pe uscat.

## Localizare
Centrul sitului Libín este situat la coordonatele 48°59′14″N 14°00′38″E / 48.987222°N 14.010556°E.

## Înființare
Situl Libín a fost declarat sit de importanță comunitară în noiembrie 2009 pentru a proteja un număr necunoscut de specii din flora spontană și fauna sălbatică aflate în arealul zonei.

## Biodiversitate
Situată în ecoregiunea continentală, aria protejată conține 3 habitate naturale: Păduri de fag Luzulo-Fagetum, Păduri de fag Asperulo-Fagetum, Păduri pe pante, grohotișuri și ravene de Tilio-Acerion.
La baza desemnării sitului se află un număr nedeclarat de specii protejate.